# نينتيدانيب
نينتيدانيب (بالإنجليزية: Nintedanib)‏ هو دواء يُستعمل في علاج:
- مرض رئوي خلالي[9]

## دوره
يلعب هذا الدواء دورًا في علاج الأمراض كونه:
- مثبط إنزيم